# Mlýnská
Mlýnská (do roku 1948 Kunštát, německy Konstadt) je malá vesnice, část města Kraslice v okrese Sokolov v Karlovarském kraji. Nachází se asi pět kilometrů jižně od Kraslic. Leží zčásti v údolí Libockého potoka, zčásti v okolních horách, obklopená pastvinami a lesy. Je zde evidováno 41 adres. V roce 2011 zde trvale žilo 26 obyvatel.
Mlýnská je také název katastrálního území o rozloze 7,17 km².

## Historie
První písemná zmínka o vesnici pochází z roku 1348. V tomto roce se Mlýnská uvádí v seznamu obcí, prodaných waldsassenským klášterem rytíři Rüdengerovi ze Sparnecku. Osada však vznikla nejspíše již ve 13. století při kolonizaci tzv. Lubského újezdu. Roku 1650 je zde zmiňován jeden mlýn, roku 1847 dva mlýny, z nichž novější měl i pilu. Německá regionální literatura uvádí v osadě tři kapličky. Barokní kaple v části Am Schwank, zasvěcená nejspíše Panně Marii, měla bohatou figurální výzdobu. Po kapličkách zůstaly jen sotva znatelné pozůstatky základů. V červnu 1926 byl v obci odhalen pomník obětem Velké války. Ten se zachoval, původní deska a v kameni ztvárněný pietní věnec však byly zničeny.

## Obyvatelstvo
Při sčítání lidu v roce 1921 zde žilo 272 obyvatel, z nichž jeden byl Čechoslovák, 271 bylo Němců. Všichni obyvatelé se hlásili k římskokatolické církvi.
Většina obyvatel se živila zemědělstvím. Byli zde i výrobci dílů k hudebním nástrojům, neboť Mlýnská se nachází mezi Kraslicemi a Luby, velkými středisky této výroby. V roce 1945 zde žilo 296 obyvatel německé národnosti, 14 Čechů a 2 Rusové. Po odsunu německého obyvatelstva po druhé světové válce došlo k výraznému poklesu počtu obyvatel, přibližně polovina původní zástavby byla po válce demolována. Roku 1991 se zde uvádí šest trvale obydlených domů a 27 rekreačních chalup.
| Rok            | 1869 | 1880 | 1890 | 1900 | 1910 | 1921 | 1930 | 1950 | 1961 | 1970 | 1980 | 1991 | 2001 | 2011 | 2021 |
| -------------- | ---- | ---- | ---- | ---- | ---- | ---- | ---- | ---- | ---- | ---- | ---- | ---- | ---- | ---- | ---- |
| Počet obyvatel | 291  | 275  | 271  | 248  | 273  | 272  | 326  | 86   | 34   | 34   | 27   | 18   | 18   | 26   | 18   |
| Počet domů     | 35   | 44   | 45   | 45   | 45   | 46   | 55   | 59   | 23   | 9    | 9    | 14   | 16   | 21   | 14   |

## Obecní správa
Při sčítání lidu v letech 1850–1960 Mlýnská byla samostatnou obcí v okrese Kraslice. V letech 1961–1976 byla částí obce Snězná v okrese Sokolov. Od 1. dubna 1976 je částí města Kraslice v okrese Sokolov. V letech 1850–1876 a v letech 1954–1960 k obci patřily Černá a Liboc.